# Жусупов, Айтлеу
Айтлеу Жусупов (1910 год, аул Таутума (возле села Карнак), Туркестанский край, Российская империя — 1985 год, село Урангай, Чимкентская обл., Казахская Советская Социалистическая Республика) — председатель колхоза, Герой Социалистического Труда (1948).

## Биография
Родился в 1910 году в ауле Таутума (возле села Карнак Южно-Казахстанской области). С 1929 года по 1941 год работал учителем в начальной школе. В 1942 году был назначен председателем колхоза «Кзыл-Ту», позднее был председателем колхоза «Бостандык» Сарыагачского района Южно-Казахстанской области. С 1952 года по 1963 год был председателем правления Уюкского и Новоиканского советов народных депутатов.
Будучи председателем колхоза «Кзыл-Ту», Айтлеу Жусупов организовал эффективное управление сельскохозяйственным производством. В 1947 году колхоз «Кзыл-Ту» достиг выдающихся результатов в производстве продуктов животноводства. Указом Президиума Верховного Совета СССР от 23 июля 1948 года «за получение высокой продуктивности животноводства в 1947 году» удостоен звания Героя Социалистического Труда с вручением ордена Ленина и золотой медали «Серп и Молот».

## Память
Его именем названа улица в селе Урангай.